# William de Braose

Brasão de William de Braose, por Matthew Paris

William de Braose (ou William de Briouze), Quarto Lorde de Bramber (1144/1153 – 9 de agosto de 1211), foi favorito de João de Inglaterra e barão de Abergavenny, Brecknock, Builth, Radnor, Kington, Limerick, Glamorgan, Skenfrith, Briouze na Normandia, Grosmont, e White Castle.
Foi marido de Maud de Braose, setenciada à morte por inanição no Castelo de Corfe junto com seu filho.